# Выборы в Европейский парламент в Венгрии (2009)
Выборы в Европарламент в Венгрии в 2009 году проходили 7 июня. Вместо прежних 24 представителей от Венгрии в новый состав Европарламента должны были войти 22 депутата. Явка на выборах составила 36,28 %.

## Результаты
| Партия                                     | Голосов             | Мест | Δ       |
| ------------------------------------------ | ------------------- | ---- | ------- |
| Фидес — Венгерский гражданский союз        | 1 632 309 (56,36 %) | 14   | ▲ 2     |
| Венгерская социалистическая партия         | 503 140 (17,37 %)   | 4    | ▼ 5     |
| Движение за лучшую Венгрию                 | 427 773 (14,77 %)   | 3    | ▲ 3     |
| Венгерский демократический форум           | 153 660 (5,31 %)    | 1    | ▬       |
| «Политика может быть другой»               | 75 522 (2,61 %)     | 0    | Впервые |
| Альянс свободных демократов                | 62 527 (2,16 %)     | 0    | ▼ 2     |
| Венгерская коммунистическая рабочая партия | 27 817 (0,96 %)     | 0    | ▬       |
| Цыганский альянс                           | 13 431 (0,46 %)     | 0    | Впервые |

## Депутаты от Венгрии в новом составе Европарламента
- Янош Адер — Фидес
- Золтан Бальцо — Движение за лучшую Венгрию
- Лайош Бокрош — Венгерский демократический форум
- Тамаш Дойч — Фидес
- Кинга Галь — Фидес
- Бела Глаттфельдер — Фидес
- Кинга Гёнц — Венгерская социалистическая партия
- Зита Гурмаи — Венгерская социалистическая партия
- Эникё Дьёри — Фидес
- Андраш Дьюрк — Фидес
- Агнеш Ханкиш — Фидес
- Эдит Херцог — Венгерская социалистическая партия
- Ливия Ярока — Фидес
- Адам Коша — Фидес
- Кристина Морваи — Движение за лучшую Венгрию
- Чаба Эри — Фидес
- Пал Шмитт — Фидес
- Дьёрдь Шёпфлин — Фидес
- Ласло Шурьян — Фидес
- Йожеф Сайер — Фидес
- Чанад Сегеди — Движение за лучшую Венгрию
- Чаба Шандор Табайди — Венгерская социалистическая партия